# Julio Borda
Julio Castro Borda Esley (Río Cuarto, 1873-Buenos Aires, 1944) fue un abogado y político argentino, miembro de la Unión Cívica Radical y gobernador de Córdoba.

## Gobernación de Córdoba
Las duras internas en el seno del partido gobernante impidieron al gobernador Eufrasio Loza concretar su gobierno. A menos de un año en el gobierno, el radicalismo perdió la elección de renovación de senadores provinciales en marzo de 1917. Las apasionadas confrontaciones dentro del oficialismo y la derrota electoral motivaron al gobernador Loza a presentar su renuncia. La misma fue entregada a la legislatura, que la aceptó el 19 de mayo de 1917.

### Nuevo gobernador
Hacia 1915, Julio C. Borda era la figura más destacada del radicalismo cordobés. En aquel año se disputó en la provincia una banca de diputado nacional. Era la primera vez que en Córdoba se ponía en práctica la ley Sáenz Peña y, sobre todo, porque permitía pulsar el electorado en vista de la elección presidencial que tendría lugar el año siguiente.[cita requerida]
Julio C. Borda era el candidato radical; Félix Sarría, el del partido demócrata. Triunfó Borda que, poco después, asumió la primera magistratura cordobesa para completar el mandato como gobernador hasta mayo de 1919.
El radicalismo cordobés padecía por entonces graves conflictos internos. El enfrentamiento entre los llamados rojos y los azules, de inspiración clerical y conservadora, que integraban la agrupación Corda frates, llevó a Loza a renunciar al año de haber asumido y su reemplazo por Borda.
Agitados días debería sortear el gobernador Borda. Serios acontecimientos comenzaron a desarrollarse en el Senado cordobés, por los que el oficialismo pidió al gobierno nacional la intervención federal a ese poder. En una primera instancia el presidente Yrigoyen se negó al envío del interventor, pero finalmente designó a Daniel J. Frías para cumplir tal cometido. El caudillo radical intervino la provincia de Buenos Aires por decreto del 24 de abril de 1917, la provincia de Corrientes por decreto del 23 de noviembre de 1917, la provincia de Mendoza por decreto del 24 de noviembre de 1917, la provincia de Córdoba por decreto, la provincia de La Rioja y la provincia de Santa Fe en diciembre; colocando en cada una de ellas a interventores radicales. Todas las intervenciones de su mandato fueron hechas por decreto, sin autorización del Senado.
En diciembre de 1932 fue detenido por participar del Golpe de Estado de 1932 un intento de derrocar al Presidente Agustín P. Justo y su reemplazo por una Junta Revolucionaria transitoria por parte de civiles y militares pertenecientes a la Unión Cívica Radical 
Fracasó al ser descubierta dos días antes de su ejecución por la detonación accidental de una bomba en una casa donde había información y nombres de los golpistas. Cumplió su detención en el Cuartel de Bomberos de Buenos Aires, junto con treinta dirigentes radicales. En los primeros días de abril del año siguiente fue puesto en libertad.
Falleció inesperadamente en 1944.
| Predecesor: Eufrasio Loza | Gobernador de Córdoba 19 de mayo de 1917-17 de mayo de 1919 | Sucesor: Rafael Núñez |